# リンショーピング大聖堂
リンショーピング大聖堂（リンショーピングだいせいどう、スウェーデン語: Linköpings domkyrka）は、スウェーデン・エステルイェートランド地方のリンショーピングに所在するルーテル教会の大聖堂で、スウェーデン国教会のリンショーピング司教管区を監督する。ヨーロッパで最大級のゴシック建築の大聖堂のひとつであり、この場所は11世紀以降教会として使われており、向かいにはリンショーピング城がある。

## 歴史
現在の建物は、およそ800年の歴史を持つ。記録されているその歴史は、11世紀に木造の教会が建設されたことから始まる。その後、1120年頃に石造りの教会が建てられ、現在の建物の半分ほどの大きさのバシリカとなった。しかし1230年頃には、コミュニティの需要に対しその広さが不足しており、より大きな教会を建てる必要性が生じていた。教会は東側に拡張され、新しいクワイヤと袖廊が設置された。これら13世紀の建築は、現在も大聖堂の一部として残されており、祭壇画もその当時のものとされる。
1251年、ヴァルデマール1世の戴冠式に伴って次の増築が行われた。そして本館が建設され、教会は現在の110メートルの長さ、塔の高さは107メートルとなった。15世紀初頭、1408年から1420年にかけて、大きな窓と星形のヴォールトを持つゴシック様式の礼拝堂が建てられた。後に礼拝堂はアンデレ、ニルス・ヘルマンソン、トマス・ベケットに因んで名づけられた。この時代の礼拝堂は、14世紀初頭からイギリスやドイツからもたらされた職人の技術の恩恵を受けており、彼らは「15世紀後半のゴシック彫刻における、唯一の重要な中心地」とされる西方の特徴である豪華な彫刻装飾を請け負った。礼拝堂の屋根は1546年と1567年に火災によって被害を受けた。塔は1747年から1758年にかけて再建され、1877年から1886年にかけてはヘルゴ・ゼッターヴァルによって再び立て直されている。1967年には、17世紀当時の屋根の形状が復元された。屋根は銅板で覆われており、その錆びによって特徴的な緑色を生み出している。

## 装飾品

### 初期
1320年、内装の計画が執り行われ、身廊のアーケードは彫刻などで装飾された。これらには、イギリスのハイ・ゴシックの典型的な特徴がみられる。ほぼ同時期に完成し、同じ彫刻家によるものと考えられる身廊のヴォールトの屋根の彫刻には、イギリスの島々の民俗伝承にしばしば登場するグリーンマンが彫られている。また、その当時のイギリスの硬貨が見つかっていることから、この地で活動していたイギリスの芸術家の関与がうかがえる。1330年、南入口のティンパヌムにドイツ風の「キリストの降誕」と「受難」のレリーフが追加され、さらなる装飾が施された。

### 現在
大聖堂には、16世紀オランダ黄金時代の画家・マールテン・ファン・ヘームスケルクがアルクマールのシント・ラウレンスケルクのために描いた重要な作品「磔」が飾られている。1538年に描き始められ、1542年に完成したこの作品は、当初アルクマールの礼拝堂に飾られていたが、宗教改革が始まったことにより撤去され、1581年には売却された。2006年、イギリスの芸術家・ブライアン・クラークは袖廊の南北のポーチのステンドグラス6枚のデザインを依頼された。
1947年にリンショーピング大聖堂の美化を目的として設立されたバーンハルド・リースバリ基金の出資により、2010年9月に窓が設置された。

### 大衆文化
この大聖堂は、リンショーピング出身のトビアス・フォージが率いるメタルバンド・ゴーストのアルバム『Opus Eponymous』のジャケットにも登場している。

## ギャラリー

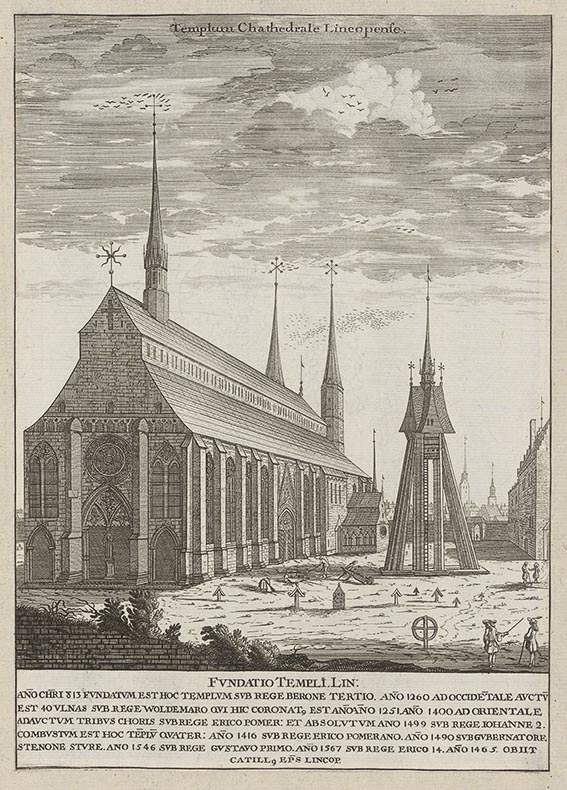
リンショーピング大聖堂を描いた絵画（1690年 - 1710年頃）
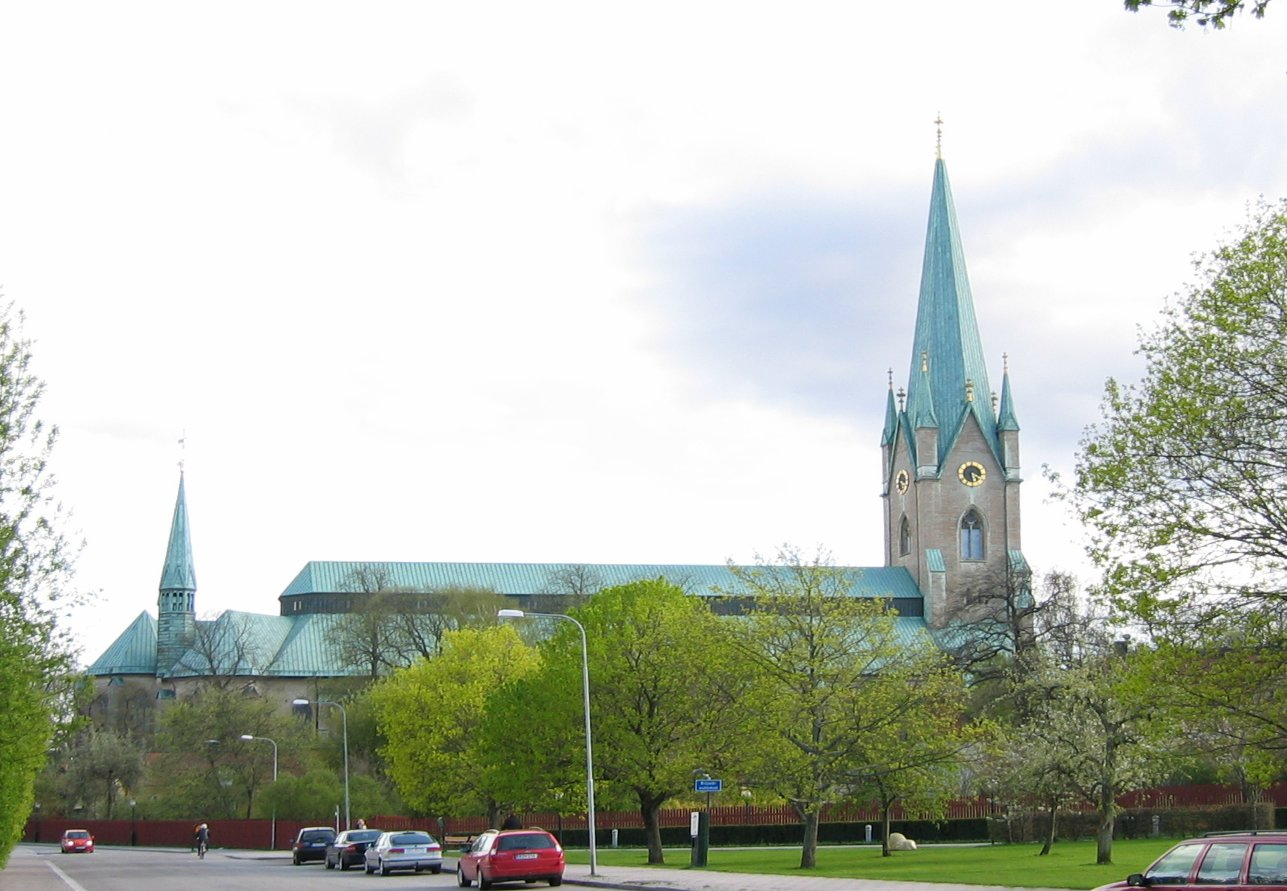
北側からの眺め
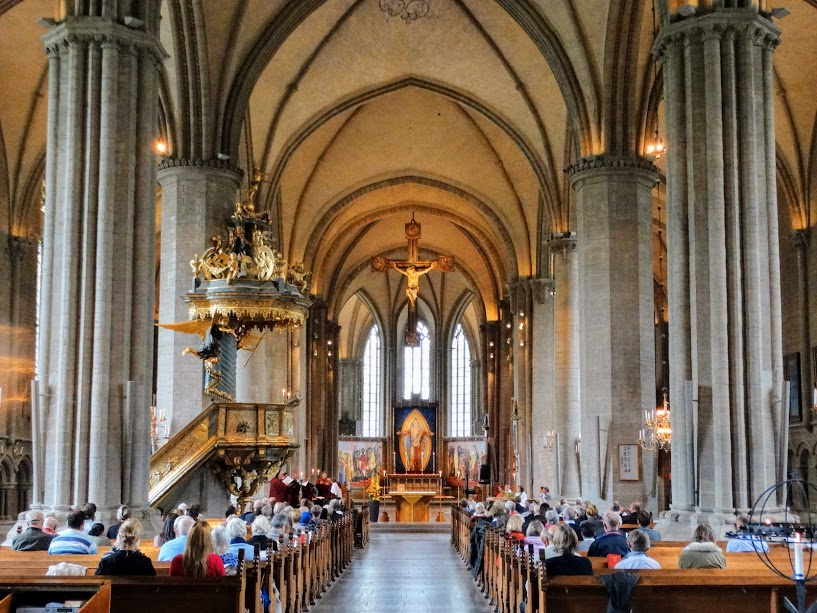
大聖堂の内部。講壇や祭壇が見える
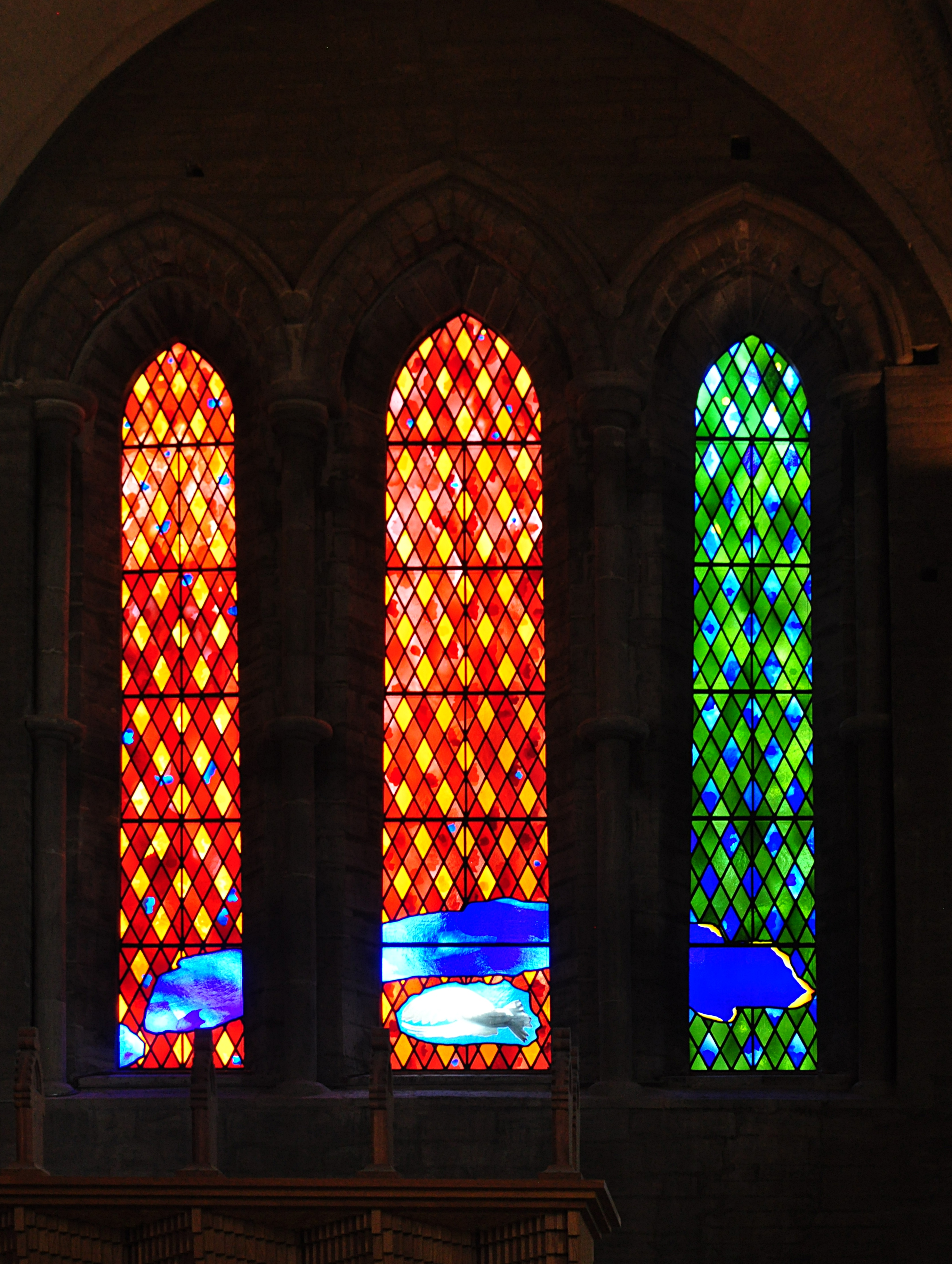
ブライアン・クラークがデザインしたステンドグラス
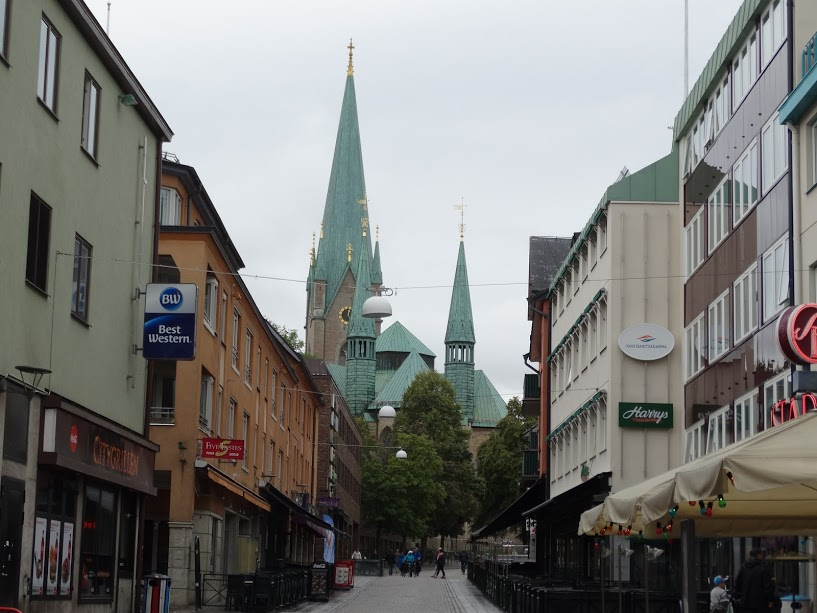
通りから見える大聖堂の外観
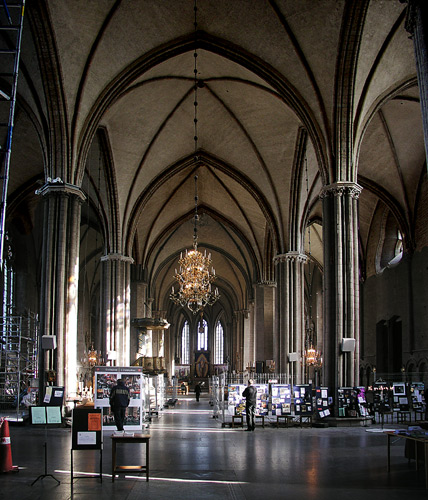
西側から見た内装（2003年）
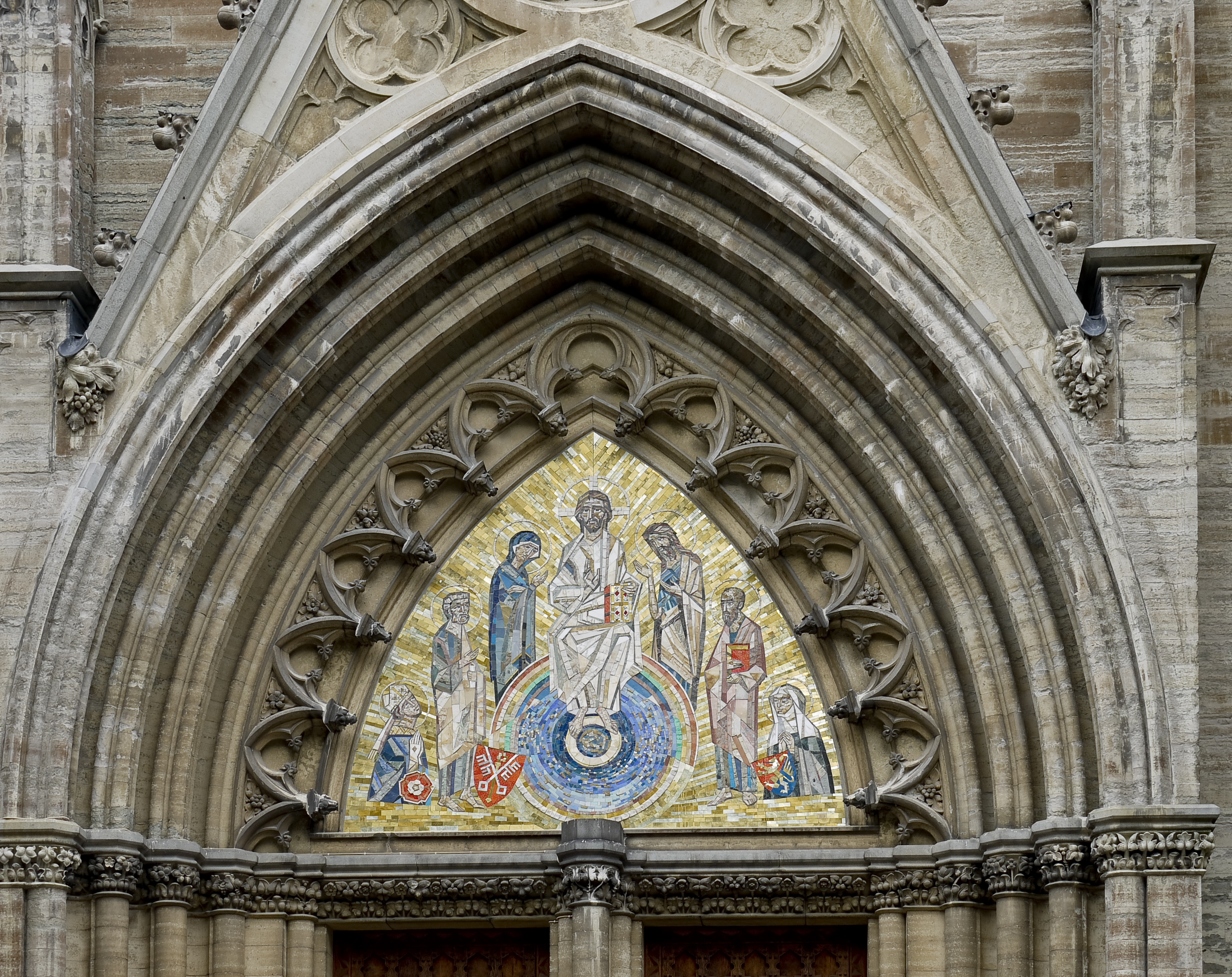
正面入り口のモザイク
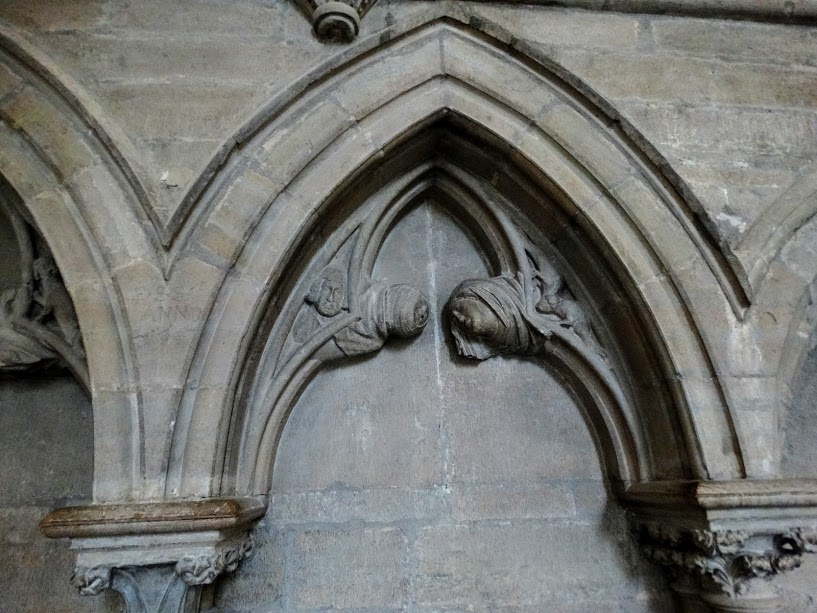
彫刻の細部

## 埋葬されている人物
- ユーハン - エステルイェートランド公爵
- ヨーン・ヤール - ヤール
- シェッティル・カールソン（スウェーデン語版） - ヴァーサ王朝の聖職者
- マリア・エリーサベト（スウェーデン語版） - カール9世の娘